# Bugara
Die USS Bugara (SS-331) war ein U-Boot der Balao-Klasse. Es wurde von der Pazifikflotte der US Navy während des Zweiten Weltkrieges im Pazifik gegen Japan eingesetzt. Das Boot war das einzige Schiff der US Navy, welches den Namen Bugara trug. Der Name ist die englische Bezeichnung für Hypsurus caryi aus der Familie der Brandungsbarsche.

## Technik und Bewaffnung
Die Bugara war ein diesel-elektrisches Patrouillen-U-Boot der Balao-Klasse. Die Boote der Balao-Klasse wurden gegenüber jenen der vorhergehenden Gato-Klasse nur geringfügig verbessert und waren wie jene für lange offensive Patrouillenfahrten im Pazifik ausgelegt. Insbesondere die Tauchtiefe wurde, basierend auf den Erfahrungen des Krieges gegen Japan, vergrößert und der Innenraum verbessert. Äußerlich und in ihren Dimensionen glichen sich die Boote beider Klassen weitgehend.

### Technik
Die Bugara war 95 Meter lang und 8,3 Meter breit, ihr Tiefgang betrug maximal 5,1 Meter. Aufgetaucht verdrängte sie 1526 ts, getaucht 2424 ts. Der Antrieb erfolgte durch vier 16-Zylinder-Dieselmotoren von General Motors, Modell 16-278A, die je 1000 kW (1350 PS) Leistung brachten. Unter Wasser wurde das U-Boot durch vier Elektromotoren mit insgesamt 2740 PS angetrieben, die ihre Energie aus zwei 126-zelligen Akkumulatoren bezogen. Die Motoren gaben ihre Leistung über ein Getriebe an zwei Wellen mit je einer Schraube ab. Die Geschwindigkeit betrug aufgetaucht maximal 20,25 Knoten, getaucht schaffte die Bugara noch 8,75 Knoten. Die maximal mögliche Tauchzeit betrug 48 Stunden, die maximale Konstruktionstauchtiefe lag bei 120 Metern. In den Treibstofftanks konnten 440 Kubikmeter Dieselkraftstoff gebunkert werden, damit hatte das Boot einen Fahrbereich von 11.000 Seemeilen bei 10 Knoten.

### Bewaffnung
Die Hauptbewaffnung der Bugara bestand aus zehn 533-mm-Torpedorohren, sechs im Bug, vier achtern, für die sich 24 Torpedos an Bord befanden. Vor dem Turm war ein 5-Zoll-Deckgeschütz montiert. Vor Beginn der zweiten Einsatzfahrt wurde achtern ein zweites 12,7 cm Deckgeschütz montiert, wodurch das Angriffspotenzial über Wasser deutlich erhöht wurde. Auf dem Wintergarten waren eine 20-mm-Oerlikon-Maschinenkanone (hinten) und eine 40-mm-FlaK (vorne) untergebracht. Zusätzlich konnten zwei 12,7-mm-Maschinengewehre bei Bedarf an diversen Positionen des Schiffs montiert und nach Gebrauch wieder im Boot verstaut werden. Auf der Bugara wurden diese nie eingesetzt. Zur Ortung feindlicher Schiffe verfügte die USS Bugara über ein JK/QC- und ein QB-Sonar unter dem Bug, an Deck waren JP-Hydrophone installiert. Am ausfahrbaren Elektronikmast war ein SD-Radar mit 20 Seemeilen Aufklärungsreichweite zur Ortung feindlicher Flugzeuge angebracht, zusätzlich verfügte das U-Boot über ein SJ-Oberflächensuchradar mit etwa zwölf Seemeilen Reichweite. Im getauchten Zustand konnte über das am Periskop angebrachte ST-Radar mit acht Seemeilen Reichweite ebenfalls eine Ortung feindlicher Schiffe erfolgen.

## Einsatzgeschichte
Das U-Boot mit der Nummer SS-331 wurde am 21. Oktober 1943 bei Electric Boat in Groton, Connecticut auf Kiel gelegt. Der Stapellauf und die Taufe erfolgten am 2. Juli 1944. Taufpatin des Bugara getauften U-Bootes war Mrs. Lyman S. Perry, Ehegattin von Captain Perry, US Navy. Als Kommandant übernahm Commander Arnold Frederick Schade mit der Indienststellung am 15. November 1944 die Führung des U-Bootes, das zunächst Probe- und Übungsfahrten vor der Westküste der Vereinigten Staaten, und später vor Panama durchführte.

## Zweiter Weltkrieg
Nach der Seeerprobung und Trainingsfahrten im Atlantik verlegte das U-Boot durch den Panamakanal in den Pazifik mit Ziel Pearl Harbor auf Hawaii. Insgesamt unternahm die Bugara bis zur Kapitulation Japans drei Feindfahrten auf dem pazifischen Kriegsschauplatz.

### Erste und zweite Feindfahrt (21. Februar – 20. Juni 1945)
- Erste Feindfahrt: 21. Februar – 21. April 1945[6]
- Zweite Feindfahrt: 16. Mai – 20. Juni 1945[6]

Am 21. Februar 1945 verließ das Boot den U-Boot-Stützpunkt Pearl Harbor auf Hawaii, um zur ersten Feindfahrt aufzubrechen. Die ersten beiden Kriegspatrouillen verliefen –  von der gelegentlichen Sichtung alliierter und feindlicher Flugzeuge und vieler kleiner Fischerboote, Sampane und Schoner abgesehen – weitestgehend ereignislos. Die einzigen größeren Schiffe, die gesichtet wurden, waren vier den internationalen Konventionen entsprechend gekennzeichnete Lazarettschiffe. Neben dem Beziehen von Rettungspositionen zur Absicherung alliierter Luftangriffe wurden vereinzelt kleine, meist unmotorisierte Boote und Schiffe inspiziert. Die erste Fahrt endete in Fremantle, Westaustralien, die zweite Fahrt im zurückeroberten Stützpunkt Subic Bay, Philippinen, wo das U-Boot jeweils in der regulären Zeit überholt und auf den nächsten Einsatz vorbereitet wurde. Haupteinsatzgebiete waren das Südchinesische Meer, die Javasee, Floressee und die Luzonstraße.

### Dritte Feindfahrt (14. Juli – 17. August 1945)

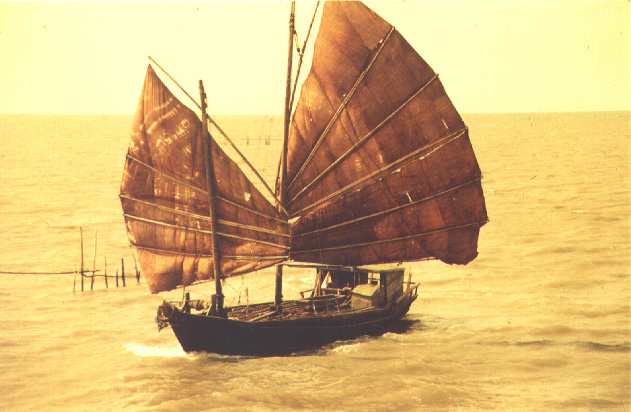
Ein Sampan – Zwölf dieser kleinen Segelschiffe versenkte die Bugara 1945 auf ihrer dritten Feindfahrt.

Zur dritten Kriegspatrouille lief die Bugara am 14. Juli von Subic Bay aus. Der Golf von Siam und die Javasee waren die Einsatzgebiete der Bugara. Nach der Anfahrt und einem vergeblichen Angriff mit neun Torpedos auf einen japanischen Geleitzug am 19. Juli 1945 ergaben sich in der Folgezeit zahlreiche weitere Angriffsgelegenheiten auf eine Vielzahl kleinerer und kleinster Schiffe, die die Japaner aufgrund der großen Verluste an Schiffsraum und der Treibstoffknappheit gegen Kriegsende zunehmend für die Frachtschifffahrt und die Versorgung der eigenen Truppen einsetzten.
Zwischen 22. Juli und 7. August 1945 wurden insgesamt 62 Einheiten ins Visier genommen, davon 57 versenkt. Bis auf zwei wurden alle zunächst von einem Prisenkommando untersucht. Anschließend wurde in 55 Fällen die indigene (thailändische, malaiische oder chinesische) Besatzung evakuiert und anschließend das Schiff durch einige 12,7 cm Granaten, 40 mm- beziehungsweise 20 mm-Geschosse versenkt. Lediglich in zwei Fällen wurden die Schiffe vor ihrer Versenkung nicht untersucht und evakuiert. Darunter war ein malaiisches Piratenschiff, welches gerade einen chinesischen Schoner attackierte. Nachdem die Piraten vernichtet waren, wurde die Besatzung des anderen Schiffes evakuiert und auch dieses versenkt. Das zweite nicht geenterte Schiff war ein kleines japanisches Schiff. Insgesamt fünf der untersuchten Schiffe ließ man anschließend weitersegeln. Die Besatzungen der meisten Schiffe bestanden überwiegend aus Chinesen, Thais und Malaien, die von einem oder wenigen Japanern kommandiert wurden. Die Japaner flohen meistens bei Annäherung der Bugara, indem sie über Bord sprangen. Die übrigen Besatzungen setzte man mit ihren Rettungsbooten in Küstennähe aus, so dass diese sich zur Küste retten konnten.
Nach der Rückkehr der Bugara nach Fremantle berichtete der zuständige Kommandeur der 30. U-Boot-Schwadron der US Navy, Captain C. C. Smith, an seine vorgesetzten Kommandeure und Dienststellen über den Einsatz und kommentierte die Feindfahrt der Bugera als
“[...] thought to be the outstanding gunnery patrol of this war.” (C. C. Smith: U.S.S. BUGARA (SS331), Report of War Patrol Number THREE.)
Deutsch:
„... wahrscheinlich die artilleristisch außergewöhnlichste Feindfahrt des Krieges.“

## Nachkriegszeit
Nach dem Waffenstillstand infolge der japanischen Kapitulation blieb das Schiff weiter im aktiven Dienst bei der United States Pacific Fleet.

### Nachkriegszeit
Nach dem Krieg blieb die Bugara zunächst im Westpazifik und operierte von Subic Bay aus vor allem in Gewässern rund um die Philippinen. 1946 fuhr sie dann über Pearl Harbor nach San Diego, Kalifornien, wo sie sich drei Monate aufhielt und fast die gesamte bisherige Besatzung abgelöst wurde. Anschließend ging es mit der neuen Besatzung zurück nach Pearl Harbor, wo sie in einer Übung das im Krieg erbeutete japanische U-Boot I-14 mit einem Torpedo versenkte. Außerdem wurde sie im Sommer routinemäßig überholt. Im Herbst 1947 führte die Bugara eine Übungsfahrt in der Beringsee durch und lief anschließend Vancouver und Seattle an. Während der Übung rettete das U-Boot drei Seeleute, deren motorisierter Leichter zuvor verunglückte und sank.
Im Sommer 1947 nahm die Bugara gemeinsam mit den Schwester-U-Booten Bergall und Brill an einer Übung vor Hawaii teil, bei der sie mehrfach in einer koordinierten Aktion simulierte Angriffe auf das Schlachtschiff Iowa erfolgreich durchführten. Dies gelang trotz Luftunterstützung für das Schlachtschiff und trotz schneller Fahrt und radikaler Kurswechsel. Im Herbst nahm das Boot an weiteren Übungen vor der Westküste der Vereinigten Staaten teil, wobei sie am 13. November leicht mit dem Zerstörer Orleck kollidierte und zur Reparatur der Schäden anschließend in San Francisco ins Trockendock ging.
Nach dem Ende des Werftaufenthalts verlegte das Boot im März zurück nach Pearl Harbor. Von 21. Mai bis 24. August 1948 führte die Bugara eine simulierte Kriegspatrouille als Ausbildungsfahrt in Südostasien durch und lief dabei viele Häfen an, darunter Melbourne, Perth, Guam, Okinawa, Tsingtao, Yokosuka, Pago Pago und Midway, bevor sie wieder nach Pearl Harbor zurückkehrte. Im August 1949 verlegte sie nach Mare Island, Kalifornien, wo sie zur Überholung ins Trockendock ging.

### Koreakrieg
Aufgrund des Koreakrieges verlegte die Bugara im Herbst 1950 nach Yokusuka, Japan, um von dort aus Operationen zur Unterstützung der Truppen der Vereinten Nationen durchzuführen. Aufgrund einer Kollision mit einer Fregatte im Hafen von Yokusuka kehrte sie zur Reparatur zurück nach Pearl Harbor. Dort wurde neben der Behebung der Schäden auch die Modernisierung zu einem "Fleet Snorkel" im Rahmen des GUPPY-Programms durchgeführt. Dabei wurden alle Rohrwaffen entfernt, der Turm modifiziert und moderne Elektronik eingebaut. Außerdem erhielt das Boot einen Schnorchel, der es erlaubte den Diesel-Antrieb auch bei Fahrten knapp unterhalb der Wasseroberfläche im getauchten Zustand zu nutzen. Im Anschluss an den Werftaufenthalt ging es zu Übungen nach Pearl Harbor und anschließend zum zweiten Mal nach Yokusuka, um im Koreakrieg eingesetzt zu werden.

### Kollision mit USSWhitehurst
Nach einem halben Jahr wurde die Bugara zurückbeordert nach Pearl Harbor, wo sie erneut Trainingsfahrten absolvierte.
Bei einem dieser Einsätze kam es zu einer Kollision mit dem Geleitzerstörer USS Whitehurst, bei dem beide Schiffe erheblich beschädigt wurden. Der Turm der Bugara und die dort untergebrachten Instrumente wurden schwer beschädigt. Ein Werftaufenthalt war unumgänglich.

### Einsätze im Pazifik
Von 6. April bis 8. Oktober 1954 unternahm die Bugara ihre fünfte Reise in den Westpazifik. Während der Fahrt lief sie verschiedene Häfen an, darunter Chichi-jima auf den Bonininseln, Hongkong und Yokosuka. Anschließend stand eine erneute Überholung an.
Im Winter 1955/56 verlegte das Boot in den neuen Heimathafen San Diego. In der Folge leistete das Boot vor allem Dienst vor der Westküste der Vereinigten Staaten, unterbrochen 1957 und 1959 durch zwei mehrmonatige Reisen in den Westpazifik. In den Sechzigerjahren änderte sich an den Aufgaben der Bugara nicht viel. Erneut fuhr sie 1964 und im Winter 1965/66 für mehrere Monate in den Westpazifik. 1967 bis 1969, als der Vietnamkrieg seinen Höhepunkt erreichte, war die Bugara dauerhaft in Ostasien im Einsatz, nahm jedoch kaum an Kampfhandlungen teil, abgesehen von einem Einsatz im Golf von Tonkin 1969. Gegen Ende 1969 führte die Bugara ihren 7000. Tauchgang durch. Anschließend verließ sie zum letzten Mal den Westpazifik in Richtung Westküste der Vereinigten Staaten, wo sie anschließend abgerüstet und für die Außerdienststellung vorbereitet wurde. Die Außerdienststellung erfolgte am 1. Oktober 1970. Bis Mai 1971 verblieb das Boot in Reserve und lag eingemottet in Mare Island.

## Verbleib
Am 1. Juni 1971 sollte die Bugara als Zielschiff für Waffentests eingesetzt werden. Dabei missglückte der Versuch, das U-Boot zu schleppen. Die Schlepptrossen wurden gekappt und die Bugara versank vor der Küste Kaliforniens.

## Kommandanten der USSBugara
Während ihrer 36 Einsatzjahre hatten folgende Offiziere der US Navy das Kommando über die USS Bugara:
1. Commander Arnold Frederic Schade, 15. November 1944 – März 1946
2. Commander Francis Albert Greenup, März 1946 – Oktober 1947
3. Commander Charles Robert Gebhardt, Oktober 1947 – 6. Juni 1949
4. Lieutenant Commander Frank John Coulter, 6. Juli 1949 – 15. Juni 1950
5. Commander Harvey Jacob Smith Jr., 15. Juni 1950 – 5. September 1952
6. Lieutenant Commander Martin Godek, Lieutenant Commander, 5. September 1952 – 25. Februar 1953
7. Commander L. H. Rathbun Jr., 25. Februar 1953 – 16. Februar 1955
8. Lieutenant Commander George Osborne Bennett, 16. Februar 1955 – 3. März 1957
9. Lieutenant Commander Edward R. Ettner, 3. März 1957 – Dezember 1958
10. Lieutenant Commander Quinley Robert Schulz, Dezember 1958 – Mai 1960
11. Lieutenant Commander Leonard Douglas Marsolais, Mai 1960 – 23. Juni 1962
12. Lieutenant Commander Johnson, Henry Biddle, 23. Juni 1962 – Juli 1964
13. Lieutenant Commander Stoehr, Leonard Arthur, Lieutenant Commander, Juli 1964 – Mai 1966
14. Lieutenant Commander Platt, Grafton Steele,  Mai 1966 – April 1968
15. Lieutenant Commander Shrader, Ebert Fenn, April 1968 – Mai 1970
16. Lieutenant Commander Adams Jr., Samuel W.,  Mai 1970 – 1. Oktober 1970

## Erfolge und Auszeichnungen
Insgesamt 57 Schiffe mit zusammen 5.284 ts versenkte die Bugara im Zweiten Weltkrieg, allesamt im letzten Monat vor der Kapitulation Japans und alle durch Geschützfeuer. Die dritte Feindfahrt im Zweiten Weltkrieg wurde als erfolgreich eingestuft.
Die USS Bugara erhielt für ihre drei Feindfahrten 1945 in Summe drei Battle Stars verliehen.